# Jutarnji list
Jutarnji list je hrvatski dnevnik, treći je dnevni list po nakladi (podaci AZTN-a) u Hrvatskoj (nakon 24sata i Večernjeg lista) s nakladom od oko 25.000 primjeraka. Izlazi u sklopu medijskog koncerna Hanza Media i dostupan je na području cijele Hrvatske svakodnevno kroz pet izdanja podijeljenih po regijama. Prvi broj obnovljenog Jutarnjeg lista izašao je 6. travnja 1998. godine.
Prema riječima većinskog vlasnika EPH Marijana Hanžekovića na sjednici Skupštine EPH 30. prosinca 2014., "Jutarnji list trebao bi koncepcijski biti glasilo liberalnog, socijaldemokratskog usmjerenja, s težištem na točnosti i relevantnosti".

## Glavni urednici
- Od 1998. do 2008. - Tomislav Wruss
- Od 2008. do 2013. - Mladen Pleše
- Od 2013. do 2015. - Viktor Vresnik
- Od 2015. - Goran Ogurlić

## Tiskana izdanja
Jutarnji list ima dva izdanja, jedno koja se izdaje od ponedjeljka do subote, i posebno izdanje koje se izdaje nedjeljom.

## Sadržaj

### Odjeljci
U dnevnom izdanju postoje sljedeći odjeljci (rubrike):
- Svijet
- Hrvatska
- Zagreb
- Crna kronika
- Sport
- Novac
- Znanost
- Jutarnji 2
- Kultura
- Spektakli

### Reputacija, nagrade i priznanja
U prvih deset godina novinari Jutarnjeg lista su dobili otprilike svaku petu nagradu Hrvatskoga novinarskog društva za priloge objavljene u Jutarnjem listu. Nagrađivani su za komentar (3 puta), za vijest/izvještaj (3 puta), za istraživačko novinarstvo (2 puta), za intervju (2 puta), za najbolju rubriku (2 puta), za novinara godine (2 puta), za novinarstvo na Internetu (koja je dodijeljena samo taj put), te jednom za novinarski izraz. Novinari i stalni suradnici su, dok su radili u Jutarnjem listu odnosno za Jutarnji list, dobivali nagrade i na drugim područjima kulturnog stvaralaštva. Popisane su nagrade koje su uposlenici odnosno stalni suradnici Jutarnjeg lista dobili u razdoblju kada su objavljivali u Jutarnjem listu.

#### Nagrade za novinarstvo
- Hrvoje Appelt  – Nagrada HND Marija Jurić–Zagorka – za istraživačko novinarstvo 2004.
- Inoslav Bešker – Nagrada HND Novinar godine 2002. 
  - Nagrada HND Marija Jurić Zagorka – za komentar/kolumnu 2002.
  - Nagrada Slobodne Dalmacije Miljenko Smoje 2002.
  - Nagrada HND Marija Jurić–Zagorka – za Internet 2006.
  - Nagrada HND za životno djelo Otokar Keršovani 2007.
  - Međunarodna MIDAS-ova nagrada Otto von Habsburg 2015.
  - Nagrada HHO za ljudska prava Joško Kulušić (za doprinos u zaštiti ljudskih prava na području medijskog djelovanja, a koji nadilaze profesionalne obveze i uobičajene standarde) 2016.
  - Nagrada Slobodne Dalmacije za životno djelo Joško Kulušić  2018.
- Sandra Bolanča – Nagrada HND Marija Jurić–Zagorka – za pisano novinarstvo 2014.
- Nataša Božić – Nagrada HND Marija Jurić–Zagorka – za pisano novinarstvo 2010.
- Davor Butković  – Nagrada HND Marija Jurić Zagorka – za interview 1998.
- Drago Hedl - Knight International Journalism Award 2006.
  - Dr. Erhard Busek Award for Better Understanding in South East Europe (SEEMO) 2011.
  - Nagrada HND za životno djelo Otokar Keršovani 2014.
- Darko Kolombo – Nagrada HND Marija Jurić–Zagorka – za najbolje uređenu rubriku 1999.
- Dora Koretić - Nagrada Europske komisije za izvještavanje o različitosti 2016.[8]
- Frenki Laušić – Godišnja nagrada Slobodne Dalmacije Miljenko Smoje 2016.
- Jelena Lovrić – Nagrada HND Novinar godine Veselko Tenžera 1998.
  - Nagrada HND Novinar godine 2001.
- Slavica Lukić – Nagrada HND Marija Jurić–Zagorka – za istraživačko novinarstvo 2008.
- Barbara Matejčić  – Nagrada HND Marija Jurić–Zagorka – za pisano novinarstvo 2013.
- Sanja Modrić – Nagrada HND Marija Jurić–Zagorka – za najbolje uređenu rubriku 2000.
  - Nagrada HND Novinar godine 2004.
- Orlanda Obad – Nagrada HND Marija Jurić Zagorka – za vijest–izvještaj 1998.
  - Nagrada HND Marija Jurić Zagorka' – za pojedinačni tekst 2000.
  - Nagrada HND Marija Jurić Zagorka – za intervju 2005.
- Jurica Pavičić – Nagrada HND Veselko Tenžera za unapređenje novinarskog izraza 2001.
  - Nagrada Slobodne Dalmacije  Miljenko Smoje 2007.
  - Nagrada HND Novinar godine 2013.
- Branimir Pofuk – Nagrada HND Marija Jurić Zagorka – za komentar/kolumnu 2005.
- Veronika Rešković – Nagrada HND Marija Jurić–Zagorka – za internetsko novinarstvo 2014.
- Tanja Rudež – Nagrada ABSW European Science Writer of the Year 2015.
- Siniša Sunara – Nagrada HND za novinsku fotografiju Nikša Antonini 2009.
- Ante Tomić – Nagrada HND Marija Jurić Zagorka – za komentar/kolumnu 2004.
  - Nagrada Slobodne Dalmacije Miljenko Smoje 2011.
- Kristina Turčin – Nagrada HND Marija Jurić–Zagorka – za pisano novinarstvo 2017.
- Krešimir Žabec – Nagrada HND Marija Jurić–Zagorka – za vijest–izvještaj 2003.

#### Nagrade za književnost
- Inoslav Bešker – Kiklop za esejistiku  (za Filološke dvoumice) 2004.
- Miljenko Jergović –  Godišnja nagrada Matice hrvatske za književnost i umjetnost August Šenoa (za novelu Buick Rivera) 2002.
  - Nagrada Društva pisaca BiH (za Mama Leone) 2003.
  - Premio Grinzane Cavour (za Mama Leone) 2003.
  - Nagrada Jutarnjeg lista za najbolje prozno djelo (za Dvore od oraha) 2003.
  - Godišnja nagrada Društva pisaca Bosne i Hercegovine (za Dvore od oraha) 2003.
  - Književna nagrada Meša Selimović (za roman Ruta Tannenbaum) 2007.
  - Premio internazionale città di Cassino Letterature dal Fronte (za Sarajevski Marlboro) 2009.
  - Nagrada Angelus (za poljski prijevod romana Srđa pjeva, u sumrak, na Duhove) 2012.
  - Međunarodna književna nagrade Prozart (za doprinos razvoju suvremene književnosti) 2017.
  - Georg Dehio–Buchpreis (za ukupno književno djelo) 2018.
- Ante Tomić – Kiklop za hit godine (za Građanina pokornoga) 2006.

#### Nagrade za kazalište
- Jurica Pavičić – Nacionalna nagrada za dramu Držić (za Trovačicu) 1999.
- Ante Tomić – Nagrada za najbolju predstavu u cjelini na Marulićevim danima (za Što je muškarac bez brkova) 2002.
  - Specijalna nagrada Velika liska (zajedno s Rajkom Grlićem, za predstavu Ustav Republike Hrvatske) na Mostarskoj liski 2018.

#### Nagrade za film
- Jurica Pavičić – Velika zlatna arena za scenarij (Svjedoci) 2003.
- Ante Tomić – Nagrada za najbolji scenarij (s Rajkom Grlićem) na Festivalu Raindance 2017.

## Urednici, komentatori, dopisnici

### Urednički kolegij
- Nino Đula (zamjenik glavnog urednika)
- Vladimir Janković (zamjenik glavnog urednika)
- Marko Biočina (glavni urednik gospodarstva Hanza medije)
- Srećko Milić (desk)
- Vladimir Marinović (jutarnji.hr)
- Ilija Matanović (svijet)
- Andrea Koščec (novac)
- Romina Peritz (kultura)
- Tomislav Novak (Jutarnji 2)
- Hrvoje Slišković (sport)
- Dijana Puhalo (kronika)
- Ivica Buljan (Magazin)
- Tomislav Mamić (Nedjeljni Jutarnji)
- Darko Novak (voditelj grafičke redakcije)
- Jasenka Vlašić Krbec (zamjenica voditelja grafičke redakcije)

### Urednici prilogâ
- Lana Mindoljević Novak (Like!)
- Iva Novak (D&D), (Nekretnine)
- Gordan Zečić (Dobra hrana)
- Maja Kruhak (Studio, spektakli)
- Ilija Matanović (Povijest)
- Pavica Knezović Belan (prilog Svijet)
- Alenka Ostrihon (Gloria IN)

### Kolumnisti i komentatori
- Gojko Drljača
- Miljenko Jergović
- Jurica Pavičić
- Ante Tomić
- Željko Trkanjec
- Viktor Vresnik

U Jutarnjem listu su do smrti kao kolumnisti djelovali i istaknuti novinari Živko Kustić, Tomislav Židak i Inoslav Bešker.

### Dopisnici iz inozemstva
- Augustin Palokaj (Bruxelles)

## Prijeporne objave Jutarnjeg lista

### Lažni intervju s Ivom Sanaderom
Lažni intervju s Ivom Sanaderom kojeg je objavio novinar Davor Butković. Članak su prenijeli brojni svjetski mediji. "Intervju" je, služeći se adresom koja ni po čemu nije ukazivala na premijera (linija04@gmail.com), dao 23-godišnji Viktor Zahtila, bivši novinar konkurentskog Nacionala. Odgovore na Butkovićeva pitanja poslao je iz stana novinarke konkurentskoga Večernjeg lista Milene Zajović. U prepisci s Butkovićem se nigdje izričito ne predstavlja kao Sanader, a Butković uopće nije provjeravao telefonski je li njegov sugovornik uopće Sanader. U prepisci Butković izravno savjetuje lažnog Sanadera o načinu i stilu odgovaranja. Zahtila je, prema vlastitom priznanju, Butkoviću odgovore sastavio na osnovi Sanaderovih izjava u javnosti, neke je i sam izmislio dok je jedan doslovce kopirao sa stranice Jutarnjeg lista. Ovaj skandal je razotkrio praksu intervjuiranja političara preko e-pošte.

### Prekršaj izborne šutnje
- Jutarnji list prekršio je izbornu šutnju tijekom izbora za Europski parlament 2013. člankom "Ovo je 12 veličanstvenih za Europski parlament - Ako ne bude iznenađenja, oni će nas zastupati" objavljenog 13. travnja 2013. na internetskoj stranici Jutarnjeg lista.[14]

### Iznošenje neistinitosti
- U prosincu 2013. godine u članku "Crkva je prisvojila zbirku moga bratića biskupa Đure Kokše" koji potpisuje novinarka Romina Peritz navode se tvrdnje dr. Barbare Lukačin o Zagrebačkoj nadbiskupiji koja nezakonito prisvaja umjetničku zbirku pomoćnog zagrebačkog biskupa mons. dr. Đure Kokše, potkrijepljene tvrdnjom da "njezin bratić" zbirku svojih umjetnina nikada nije "oporučno" ostavio Zagrebačkoj nadbiskupiji. Ovdje se međutim previđa izjava vlastoručno potpisane izjave mons. dr. Đure Kokše koja se nalazi u Nadbiskupijskom arhivu (potpisana 26. rujna 1997. godine) i koja je potvrđena u prisutnosti trojice svjedoka u kojoj stoji da vlasništvu Zagrebačke nadbiskupije, posve svjesno i slobodno, također predaje sve predmete i knjige koji su u depozitu u Nadbiskupskom Dječačkom sjemeništu na Šalati, Voćarska 106 u Zagrebu". Autentičnost izjave svojim je potpisom dodatno potvrdio i kardinal Franjo Kuharić.[15]
- Općinski i Županijski sud u Zagrebu osudio je EPH zbog grubog klevetanja Dunje Zloić-Gotovine na kaznu 100.000 kuna odštete.[16]
- U svibnju 2012. novinari Goran Penić i Klara Rožman objavili su da je Marko Perković Thompson između ostaloga utajio porez, nezakonito primio iznos od oko 500 tisuća eura od HDZ-a za nenastupanje tijekom kampanje za izbore 2007. te druge neistine. Thompson je protiv njih pokrenuo kazneni postupak zbog kaznenoga djela klevete tijekom kojeg su iskazali žaljenje ako su naštetili časti i ugledu Marka Perkovića Thompsona.[17][18]

## Vanjske poveznice
- Službena stranica
- "Analiza primjene etičkog kodeksa Jutarnjeg lista" (u teološkom časopisu Crkva u Svijetu, Katolički bogoslovni fakultet u Splitu)